# 曽我部俊二郎
曽我部 俊二郎 (そがべ しゅんじろう、1981年3月8日) は、日本のイラストレーター、漫画家。和歌山県出身。新大阪歯科技工士専門学校卒。血液型はA型。
仕事のジャンルは主に広告、TV、企業漫画を中心に多岐に渡る。
2015年4月放送の月9ドラマ「ようこそ、わが家へ」で、主演の相葉雅紀が演じた倉田健太のイラストも彼に依るものである。
手書きとPCの合融により、オリジナリティー溢れるデザインに定評がある一方で、「かわいくてかっこいい、なのにちょっと笑える」キャラクターとストーリーでコミカルな作品も得意としており、子供から大人まで幅広い人気を得ている。